# Гейнсвілл (Міссурі)
Гейнсвілл (англ. Gainesville) — місто (англ. city) в США, в окрузі Озарк штату Міссурі. Населення — 745 осіб (2020).

## Географія
Гейнсвілл розташований за координатами 36°36′23″ пн. ш. 92°25′29″ зх. д. / 36.60639° пн. ш. 92.42472° зх. д. (36.606278, -92.424633).  За даними Бюро перепису населення США в 2010 році місто мало площу 7,44 км², уся площа — суходіл.

## Демографія
Згідно з переписом 2010 року, у місті мешкали 773 особи в 356 домогосподарствах у складі 204 родин. Густота населення становила 104 особи/км².  Було 406 помешкань (55/км²).
Расовий склад населення:
| - 96,5 % — білих - 1,4 % — корінних американців - 0,1 % — чорних або афроамериканців |

До двох чи більше рас належало 1,6 %. Частка іспаномовних становила 1,7 % від усіх жителів.
За віковим діапазоном населення розподілялося таким чином: 22,4 % — особи молодші 18 років, 58,3 % — особи у віці 18—64 років, 19,3 % — особи у віці 65 років та старші. Медіана віку мешканця становила 42,6 року. На 100 осіб жіночої статі у місті припадало 87,2 чоловіків;  на 100 жінок у віці від 18 років та старших — 81,3 чоловіків також старших 18 років.
Середній дохід на одне домашнє господарство  становив 28 496 доларів США (медіана — 19 427), а середній дохід на одну сім'ю — 37 535 доларів (медіана — 31 167). За межею бідності перебувало 35,6 % осіб, у тому числі 44,6 % дітей у віці до 18 років та 9,8 % осіб у віці 65 років та старших.
Цивільне працевлаштоване населення становило 315 осіб. Основні галузі зайнятості: освіта, охорона здоров'я та соціальна допомога — 37,5 %, виробництво — 15,9 %, роздрібна торгівля — 10,8 %, будівництво — 7,9 %.